# Parapseudoleptomesochra dubia
Parapseudoleptomesochra dubia är en kräftdjursart som beskrevs av Kunz 1975. Parapseudoleptomesochra dubia ingår i släktet Parapseudoleptomesochra och familjen Ameiridae. Inga underarter finns listade i Catalogue of Life.